# Eriauchenius griswoldi
Eriauchenius griswoldi is een spinnensoort uit de familie Archaeidae. De soort komt voor in Madagaskar.